# 1352
Évszázadok: 13. század – 14. század – 15. század
Évtizedek: 1300-as évek – 1310-es évek – 1320-as évek – 1330-as évek – 1340-es évek – 1350-es évek – 1360-as évek – 1370-es évek – 1380-as évek – 1390-es évek – 1400-as évek
Évek: 1347 – 1348 – 1349 – 1350 –  1351 – 1352 – 1353 – 1354 – 1355 – 1356 – 1357

## Események
- A krími tatárok betörnek Erdélybe, de Lackfi Endre kiveri őket.
- I. Lajos magyar király és III. Kázmér lengyel király szerződést kötnek, mely alapján Halicsot és Ladomériát Lajos Kázmérnak adja, cserébe Lajos Kázmér utóda lesz. Ha azonban Kázmérnak udóda születne, akkor vissza kell adnia a tartományokat a magyar királynak.
- Első írásos emlék Somlói várról, melyben Anjou Nagy Lajos Chenik fia Jánostól Heym fia Benedewknek (régies írásmód!) adományozza.
- június 4. – Glarus kanton csatlakozik a Svájci államszövetséghez.
- június 27. – Zug kanton csatlakozik a Svájci államszövetséghez.
- október – I. Lajos magyar király 300 ezer arany kárpótlás fejében lemond Nápoly birtokáról. Ezzel itáliai politikája lényegében vereséget szenved.
- december 18. – VI. Incét pápává választják.[1]
- Dragoș lesz Moldva fejedelme.
- A török hadsereg átkel a Boszporuszon és először jelenik meg a Balkánon.
- A halicsi metropolita visszateszi székhelyét Kijevbe, miután 1299-ben Halicsba kellett távoznia. Ezután hivatalos megnevezése Kijev-Halics és minden oroszok metropolitája.

## Születések
- Rupert német király († 1410), Karintiai Erzsébet szicíliai királyné unokája
- Vitautas litván nagyfejedelem († 1430)

## Halálozások
- december 6. – VI. Kelemen pápa (* 1282)[1]
- I. Basarab havasalföldi fejedelem
- Karintiai Erzsébet szicíliai királyné, II. Péter szicíliai király felesége (* 1298)